# Graziano Morotti
Graziano Morotti (Villa di Serio, 15 gennaio 1951) è un ex marciatore italiano.

## Biografia
È detentore del record italiano della 50000 m di marcia (50 km su pista), con 3h58'59"0, tempo fatto segnare il 10 ottobre del 1981 ad Osio Sopra.
È stato anche detentore del record italiano della 30 km di marcia in pista, con il tempo di  2h14'49” 2, fatto segnare il 21 giugno 1981 e battuto da Maurizio Damilano il 3 ottobre dell'anno successivo. Nel 1982 ha vinto a Cascina il Campionato Italiano sulla 50 km.
È primatista mondiale masters M60 sui 3 km indoor con il tempo di 13'37"96, registrato il 17 marzo 2011 ai Campionati Europei di Gent, in Belgio.
I suoi personali sono 12'09"4 sui 3 km indoor; 20'32" sui 5 km indoor; 41'46"3 sui 10 km pista; 1h26'03" sui 20 km strada; 3h58'52" sui 50 km strada.

## Campionati nazionali
1982
- Oro ai campionati italiani assoluti, marcia 50 km - 4h08'42"2

2007
- 7º ai campionati italiani assoluti, marcia 50 km - 4h23'34